# Plaza de la Provincia (Madrid)
La plaza de la Provincia es un espacio público de la ciudad española de Madrid, ubicado en el barrio de Sol, en el distrito Centro.

## Descripción

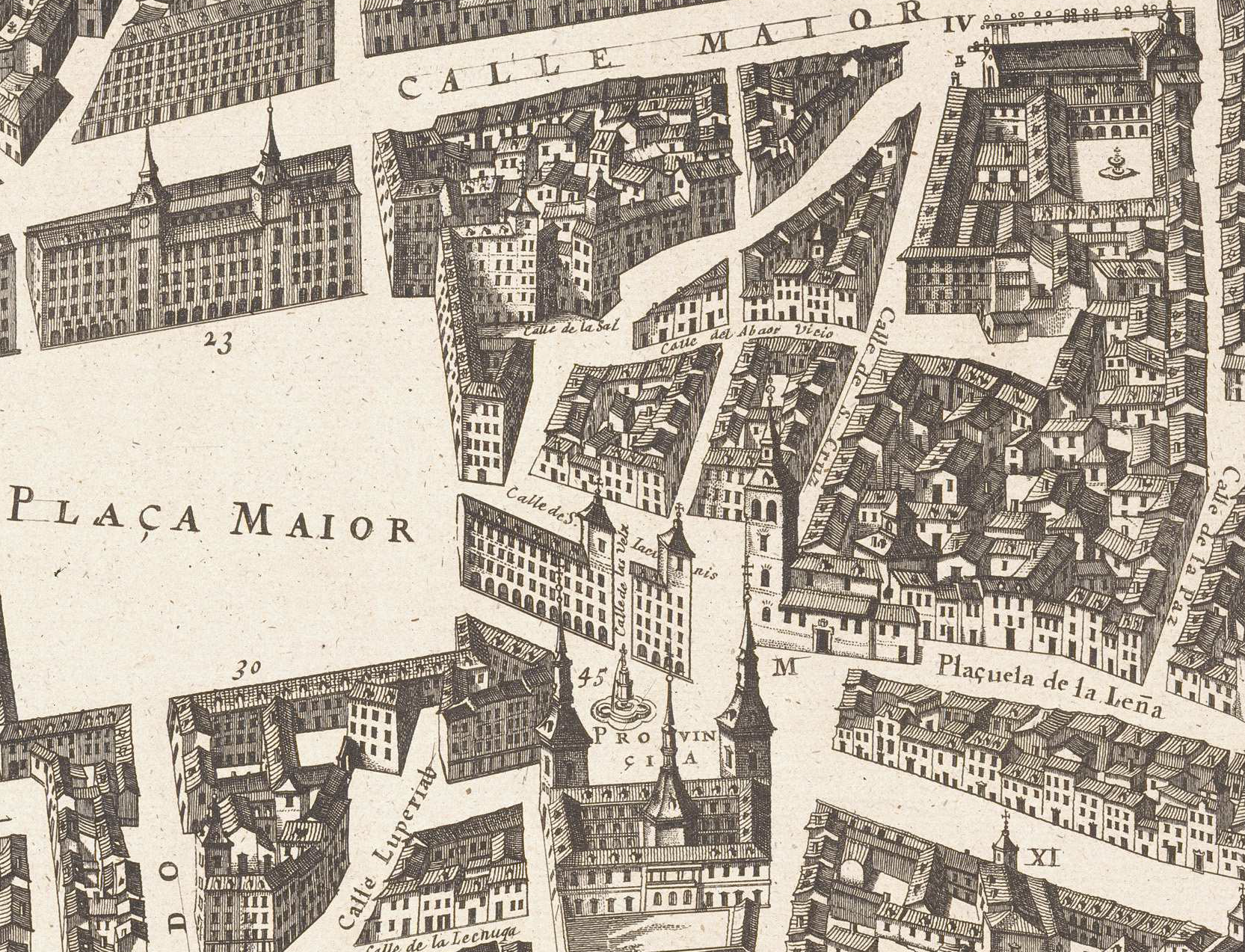
Plaza Mayor y plazuelas de Provincia y Leña, en la confluencia de Atocha y bajada de Santa Cruz (Esparteros) en el plano de Teixeira de 1656.

Es conocida con este nombre desde la construcción en su margen del Palacio de Santa Cruz, cárcel de la Corte y sede de las Escribanías de Provincia. En el lado opuesto al palacio se encontraba la antiquísima parroquia de la Santa Cruz, desaparecida en 1869, y que separaba esta plazuela de la de La Leña, hoy plaza de Santa Cruz.
El emplazamiento de esta plaza corresponde al antiguo Arrabal de Santa Cruz, en las Lagunas de Luján donde terminó por asentarse la Plaza Mayor de la villa.  De esta plaza parte la calle de Atocha, una de las más castizas de Madrid. 
En el centro de la plaza hay una fuente llamada fuente de Orfeo, que fue construida en el primer tercio del siglo XVII y desmantelada en el siglo XIX. Actualmente se exhibe una reproducción realizada a finales del siglo XX.